# Рей, Лукас
Лукас Мартин Рей (исп. Lucas Martin Rey; род. 11 октября 1982, Буэнос Айрес) — аргентинский спортсмен (хоккей на траве), полузащитник национальной сборной Аргентины и хоккейного клуба «Пенджаб Уорриорз». Олимпийский чемпион 2016 года.

## Спортивная биография
Лукас Рей выступал 13 сезонов в аргентинском чемпионате за клуб «Сан-Фернандо». В 2013 году Лукас Рей заключил контракт с индийским клубом «Пенджаб Уорриорз».
Выступал за сборную Аргентины, в её составе стал олимпийским чемпионом по хоккею на траве 2016 года.

## Титулы
- Олимпийский чемпион: 2016
- Чемпион Пан Американских игр: 2011
- Hockey Champions Challenge: 2005, 2007